# Labrador
Pour les articles homonymes, voir Labrador (homonymie).
Pour la race de chien, voir Labrador retriever.
Le Labrador est la région continentale de la province canadienne de Terre-Neuve-et-Labrador.
Le Labrador est séparé de l'île de Terre-Neuve par le détroit de Belle-Isle. La région fait partie de la péninsule du Labrador (dont la région côtière est parfois aussi nommée Markland, « terre du bois » en vieux norrois).
Le Labrador a une population de 27 197 habitants (2016) dont 30 % est d'origine autochtone (Inuits, Innus et Métis), répandue sur une surface de 294 330 km2. On trouve une petite communauté francophone d'origine québécoise et acadienne, venue dans les années 1960 pour travailler dans l'exploitation minière.
En 2025, le développement de nouvelles centrales hydroélectriques à Churchill Falls et la construction envisagée d’une ligne de transport vers Labrador City suscitent l’intérêt du secteur minier pour une expansion de ses activités, mais soulèvent aussi des préoccupations quant à la capacité des communautés locales à répondre à la demande croissante en logements, en main-d’œuvre et en services publics.

## Toponymie

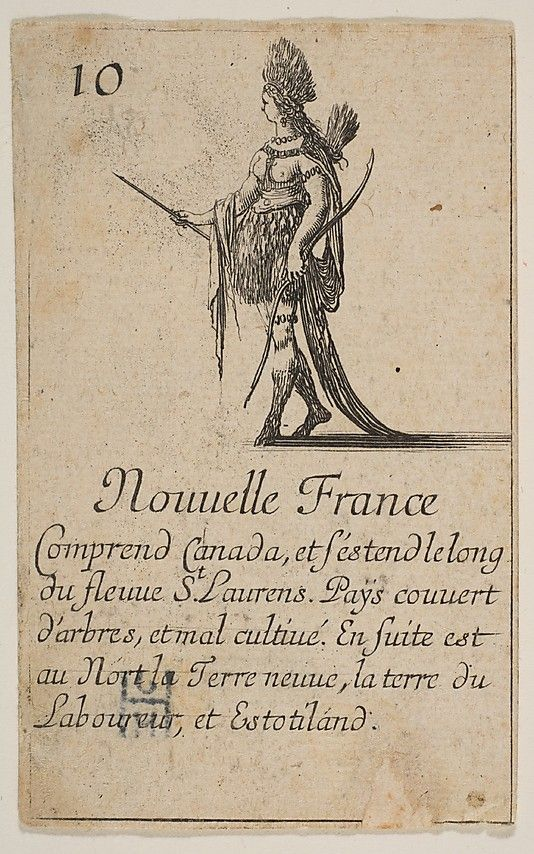
Carte « Nouvelle France » dans le Jeu de la géographie, 1644.
Le cardinal Jules Mazarin a commandé ces cartes à jouer pour le jeune roi de France Louis XIV, afin de lui enseigner la géographie. Ainsi on y lit qu'« au Nord de la Nouvelle France » se trouvent « la Terre neuve, la terre du Laboureur, et Estotiland ».

Dans la préface de Voyage en Amérique, publié en 1857, Chateaubriand écrit que Corteréal nomma le Labrador.

« En 1501, Corte-Real, un Portugais, attiré par la fécondité des pêcheries, résolut un voyage à Terre-Neuve. C'est à lui qu'est due la découverte de la baie de la Conception, ou mieux ce fut lui qui le premier lui donna ce nom, car cette baie avait été fréquentée auparavant. Contournant ensuite la côte nord-est, il atteint cette partie de l'Amérique que nous appelons aujourd'hui Labrador, et qu'il avait désignée sous le nom de Terre du Laboureur. »

— Édouard Ducéré
Toutefois, une autre acception, très commune chez les anglophones, a cours : en 1499 l'explorateur portugais João Fernandes Lavrador est gratifié d'une patente par le roi de Portugal Manuel Ier qui lui donne le droit d'explorer cette partie de l'océan Atlantique, comme défini dans le traité de Tordesillas.
Avec Pêro de Barcelos, il avait été le premier à apercevoir les côtes du futur Labrador en 1498. Fernandes cartographie les côtes sud-ouest du Groenland et de l'Amérique du Nord-Est adjacente vers 1498 et en informe la cour portugaise et d'autres cours européennes. Son statut de « découvreur » et propriétaire terrien lui permet de donner à sa découverte son nom, signifiant « fermier » ou « laboureur » en portugais (prononciation : /lɐvɾɐˈðoɾ/). En réalité, Fernandes donne le nom de Terra do Lavrador au Groenland, qui est la première terre qu'il aperçoit ; mais au fil du temps le territoire désigné par ce nom finit par glisser pour ne plus désigner finalement que le territoire actuel du Labrador.

## Géographie

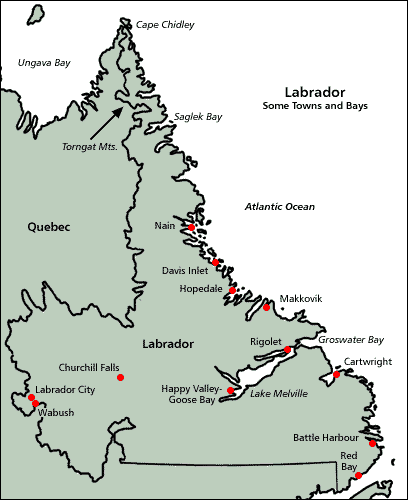
Carte du Labrador.

Le Labrador a une forme approximativement triangulaire qui englobe la partie la plus orientale du bouclier canadien, une vaste région géographique caractérisée par un sol mince et des ressources minérales abondantes. Sa frontière ouest avec le Québec est la ligne de partage des eaux de la péninsule du Labrador. Les terres qui se jettent dans l'océan Atlantique font partie du Labrador, tandis que celles qui se jettent dans la baie d'Hudson font partie du Québec. Le climat du nord du Labrador est classé comme polaire, tandis que le climat du sud du Labrador est classé comme subarctique.
Le Labrador peut être divisé en quatre régions géographiques : la côte nord, le centre du Labrador, l'ouest du Labrador et la côte sud.

### Nunatsiavut
Du cap Chidley à Hamilton Inlet, la pointe nord du Labrador abrite les monts Torngat, du nom d'un esprit inuit censé les habiter. Les montagnes s'étendent le long de la côte de Port Manvers jusqu'au cap Chidley, le point le plus au nord du Labrador. La chaîne des monts Torngat abrite également le mont D'Iberville (nommé Mount Caubvick à Terre-Neuve-et-Labrador), le point culminant de la province et du Québec. Cette région est à prédominance inuite, à l'exception de la petite communauté innue de Natuashish. La côte nord est la région la plus isolée du Labrador, avec les motoneiges, les bateaux et les avions étant les seuls modes de transport modernes. La plus grande collectivité de cette région est Nain.
Le Nunatsiavut est une région autonome inuite du Labrador créée le 23 juin 2000. La région couverte comprend la plus grande partie de la côte nord du Labrador, tandis que la zone d'utilisation des terres comprend également des terres plus éloignées vers l'intérieur et le centre du Labrador. Nain est le centre administratif du Nunatsiavut.

### Centre du Labrador

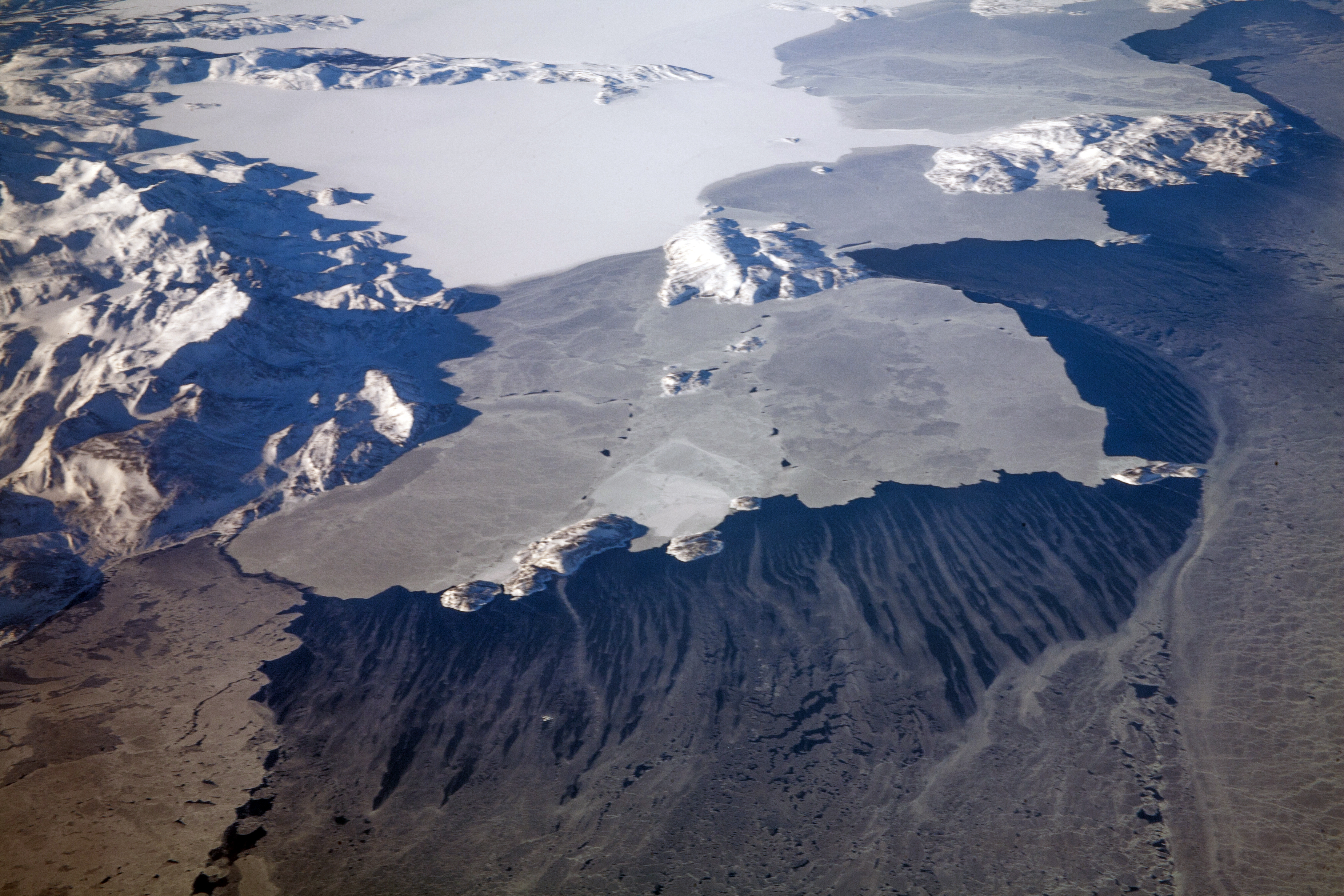
Côte glacée du Labrador et monts Kiglapait sur la côte nord du Labrador.

Le centre du Labrador s'étend des rives du lac Melville à l'intérieur. Il inclut le fleuve Churchill, la plus grande rivière du Labrador et l'une des plus grandes au Canada. Le barrage hydroélectrique de Churchill Falls est la deuxième plus grande centrale souterraine au monde. La plupart des livraisons d'électricité sont achetées par Hydro-Québec dans le cadre d'un contrat à long terme. Le projet du Bas-Churchill doit développer le potentiel restant du fleuve et le fournira aux consommateurs provinciaux. Connu comme le cœur de la Grande Terre, la population de la région comprend des personnes de tous les groupes et de toutes les régions du Labrador.
Le centre du Labrador abrite également Happy Valley-Goose Bay. Jadis lieu de ravitaillement en carburant de convois d’avions à destination de l'Europe au cours de la Seconde Guerre mondiale, la base des Forces canadiennes Goose Bay est maintenant exploitée en tant que site d'entraînement au vol tactique de l'OTAN. C'était une zone d'atterrissage alternative pour la Navette spatiale américaine. Les autres principales communautés de la région sont North West River et la grande réserve connue sous le nom de Sheshatshiu.

### Ouest du Labrador

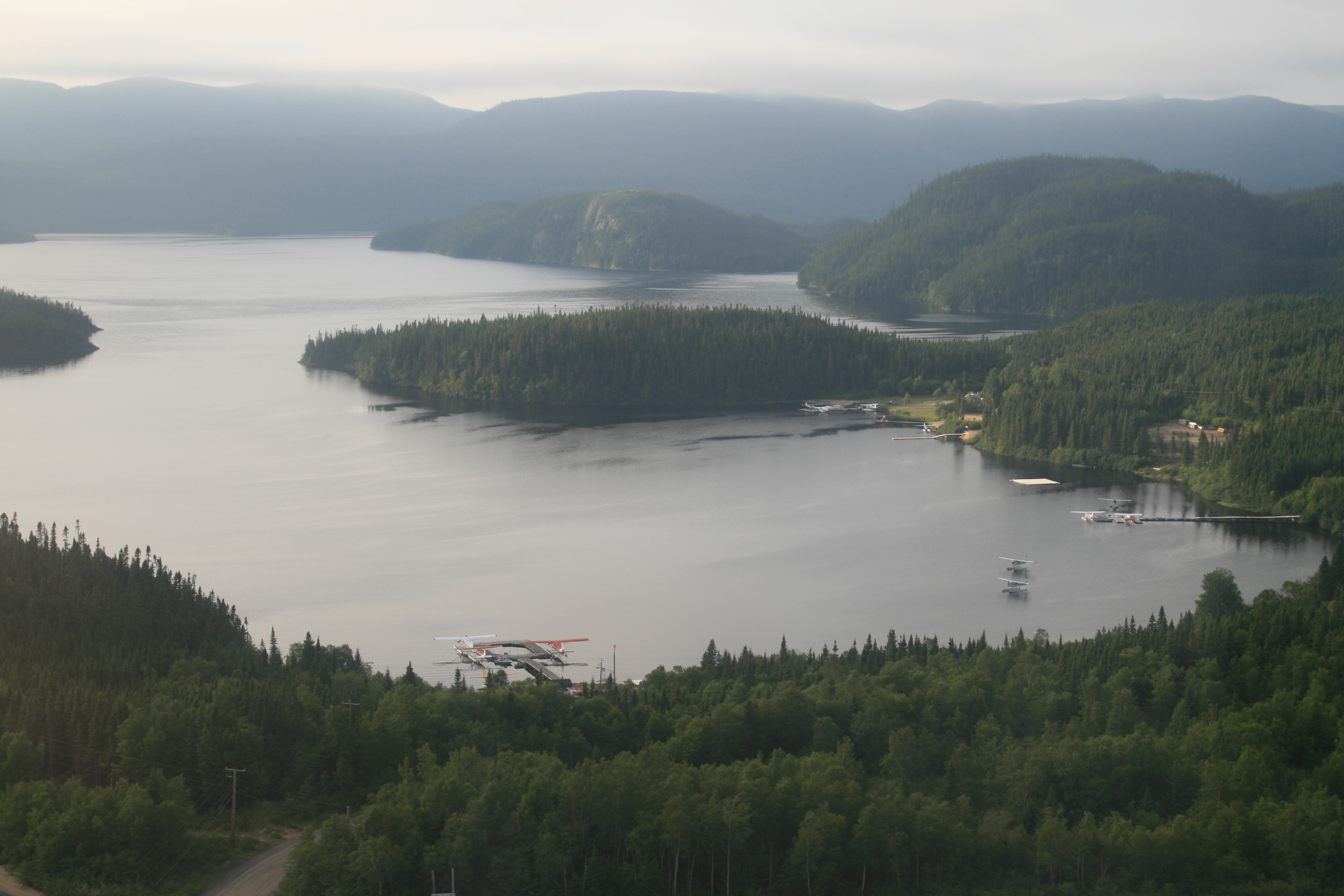
Vue aérienne du site de Kami au Labrador.

Les hautes terres en amont des chutes Churchill étaient autrefois un ancien terrain de chasse pour les Innus et les trappeurs établis au Labrador. Après la construction du barrage hydroélectrique de Churchill Falls en 1970, le réservoir Smallwood a inondé une grande partie des anciens terrains de chasse. Il a submergé plusieurs tombes et des cabines de piégeage. La partie ouest du Labrador abrite également la Compagnie Iron Ore du Canada, qui exploite une grande mine de fer à Labrador City. La petite ville voisine de Wabush dispose également d'importantes mines de fer. Les deux villes minières se font appeler collectivement Labrador-Ouest.

### NunatuKavut

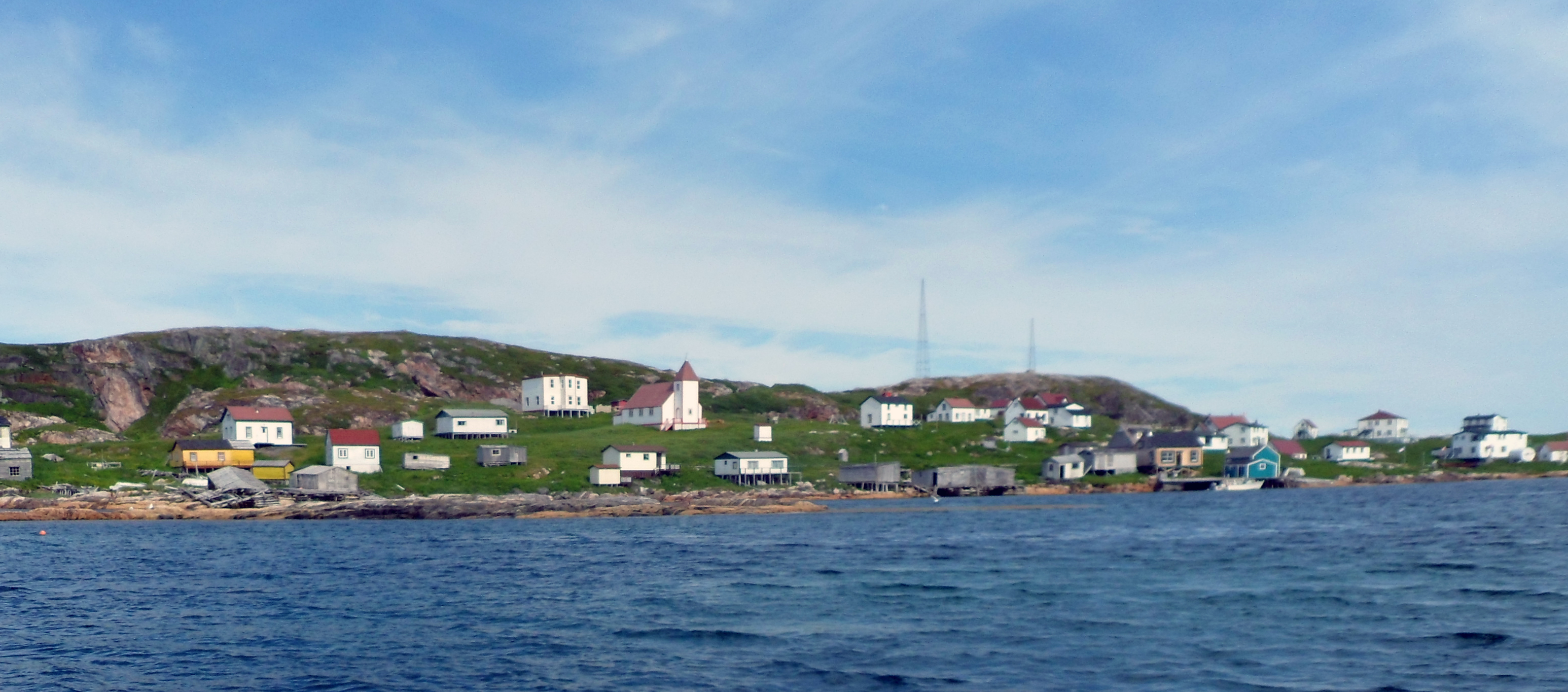
Battle Harbour, port isolé traditionnel d'une communauté de pêcheurs de Terre-Neuve.

De Hamilton Inlet au Cap Charles / Saint Lewis, le NunatuKavut est le territoire des Inuits du centre et du sud du Labrador, anciennement appelés les Métis du Labrador. La région regorge de petites communautés de pêcheurs Inuits, dont Cartwright est la plus grande.

### Le détroit
Du cap Charles à la frontière côtière Québec / Labrador. Comme le NunatuKavut, le détroit est également connu pour ses algues marines du Labrador et la multitude d'icebergs qui passent le long de la côte par le courant du Labrador. Red Bay est reconnue comme l'un des meilleurs exemples de station de chasse à la baleine basque préservée du XVIe siècle basque. Il abrite également quatre galions espagnols du XVIe siècle. Le phare du Point-Amour est le deuxième phare en importance au Canada. Le MV Qajaq (qui a remplacé le MV Apollo en 2018), ferry transportant les clients entre le continent et Sainte-Barbe sur l'île de Terre-Neuve, est basé à Blanc-Sablon au Québec près de la frontière entre le Québec et le Labrador. L'Anse-au-Clair est le village du Labrador le plus proche de la frontière.

### Fuseaux horaires
La majeure partie du Labrador (de Cartwright au nord et à l'ouest) utilise l'heure de l'Atlantique (UTC−04:00 en hiver, UTC−03:00 en été). La pointe sud-est la plus proche de Terre-Neuve utilise l'heure de Terre-Neuve (UTC−03:30 en hiver, UTC−02:30 en été) pour rester en coordination avec la partie la plus peuplée de la province.

## Faune et flore
Le Labrador abrite un certain nombre d'espèces de flore et de faune. La plupart des espèces de mammifères du Haut-Canada et du Bas-Hudsonien se trouvent au Labrador. L'ours polaire atteint notamment le sud-est du Labrador lors de ses mouvements saisonniers.

## Histoire

### Histoire ancienne du Labrador

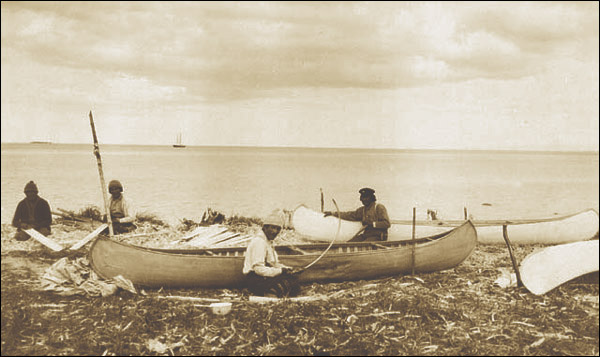
Innu fabriquant des canoës vers 1920.

Les premiers établissements au Labrador étaient liés à la mer, comme l'ont démontré les Inuits et les Montagnais (Innus), bien que ces peuples firent également des incursions significatives à travers l'intérieur du pays.
On pense que les Norrois ont été les premiers Européens à avoir accosté au Labrador vers l'an 1000 de l'ère chrétienne, comme l'atteste la découverte de l'Anse aux Meadows, un site archéologique situé à la pointe septentrionale de la péninsule nord de l’île de Terre-Neuve. La région était connue sous le nom de Markland en norrois groenlandais et ses habitants étaient appelés skrælingjar.

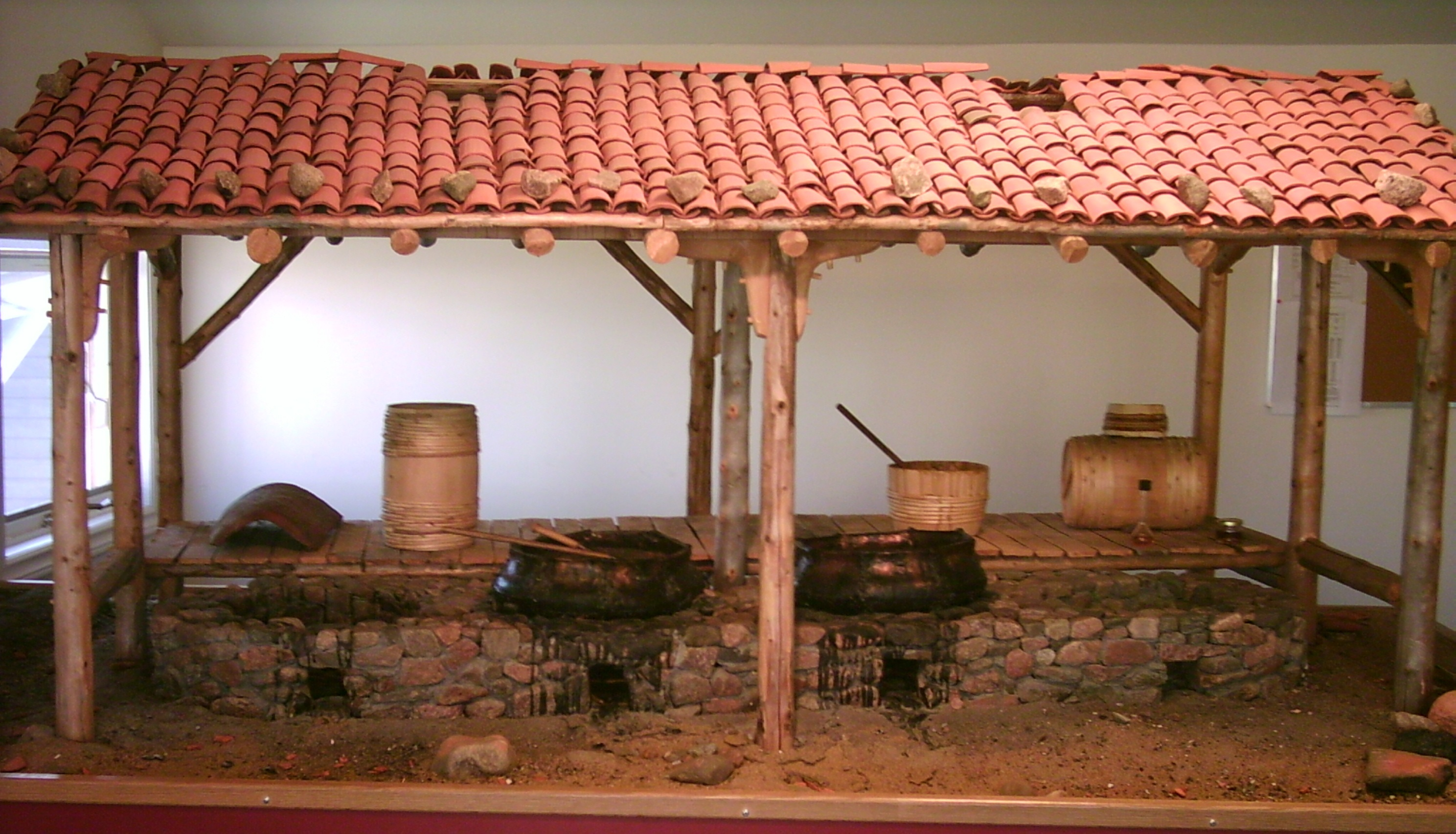
Modèle de fours de fonte d'huile de baleine basques à Red Bay.

En 1499 et 1500, les explorateurs portugais João Fernandes Lavrador et Pêro de Barcelos ont atteint ce qui était probablement le Labrador aujourd'hui et qui serait à l'origine du nom Labrador. La carte mondiale de Vesconte Maggiolo de 1511 montre un continent eurasien qui s'étend de la Scandinavie autour du pôle Nord, en passant par la côte arctique asiatique, jusqu’à Terre-Neuve, le Labrador ainsi que le Groenland. À l'extrême nord-est du promontoire de l'Amérique du Nord, les noms de lieux donnés par Maggiolo incluent Terra de los Ingres (Terre des Anglais) et Terra de Lavorador de rey de portugall (Terre de Lavrador du roi du Portugal). Plus au sud, on remarque Terra de corte reale de rey de portugall (Terre de la cour royale du roi du Portugal) et terra de pescaria (terre de pêche). Sur la carte de Wolfenbüttel de 1532, supposée être l'œuvre de Diego Ribero, le long de la côte du Groenland, la légende suivante a été ajoutée : Comme celui qui l'a aperçu le premier était un agriculteur des Açores, ce nom reste attaché à ce pays. On pense que ce propriétaire terrien ("lavrador" en portugais) est Joao Fernandes. Au cours des sept premières décennies du XVIe siècle environ, le nom de Labrador a également été appliqué à ce que nous connaissons sous le nom de Groenland. Ce nom, Labrador, c’est-à-dire le pays de l’ouvrier. La colonisation européenne s'est largement concentrée dans les communautés côtières, en particulier celles situées au sud de Saint-Lewis et du Cap Charles, et compte parmi les plus anciennes colonies européennes du Canada.
En 1542, les marins basques débarquèrent dans un port naturel situé sur la côte nord-est du détroit de Belle-Isle. Ils ont donné à cette "nouvelle terre" son nom latin Terranova. Une station de chasse à la baleine a été installée autour de la baie, qu'ils ont appelée Butus, qui porte maintenant le nom de Red Bay, du nom des tuiles rouges en terre cuite qu’ils ont emportées. Un navire baleinier, le San Juan, y coula en 1565 et fut remonté en 1978.

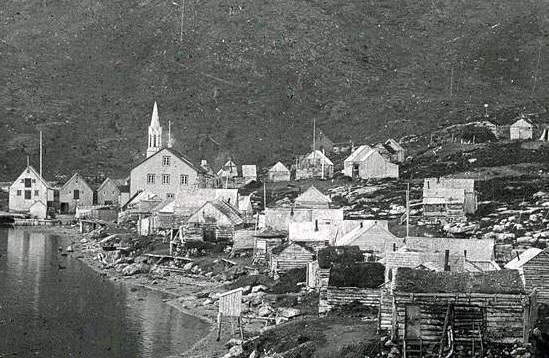
La communauté morave d'Okak avant 1919.

Les Frères moraves de Herrnhut, en Saxe, sont venus pour la première fois sur la côte du Labrador en 1760 pour exercer un ministère auprès des tribus inuites migratrices de la région. Ils ont fondé Nain (1771), Okak (1776), Hopedale (1782), Hebron (1830), Zoar (1865), Ramah (1871), Makkovik (1896) et Killinek (1904). Assez pauvres, les colonies européennes et les colonies autochtones situées le long de la côte du Labrador ont bénéficié des cargos et des navires de secours exploités dans le cadre de la mission Grenfell. Tout au long du XXe siècle, les cargos et les traversiers côtiers exploités au départ par le chemin de fer de Terre-Neuve, puis le Canadien National / CN Marine / Marine Atlantique, sont devenus des liens vitaux pour les communautés côtières qui, pendant la majeure partie de ce siècle, n’avaient aucun lien routier avec le reste de l'Amérique du Nord.
Avant 1809, le Labrador était situé dans le Bas-Canada et avant dans la province de Québec. En 1927, le conseil privé de Londres tranche que ce n'est pas les quelques miles de côtes que Terre-Neuve possède, mais bien l'ensemble du Labrador. Encore aujourd'hui les frontières de cette décision sont maintenues. Le gouvernement québécois a toujours contesté cette décision et encore aujourd'hui il ne reconnait pas officiellement cette frontière[source insuffisante].

### Le Labrador depuis 1900

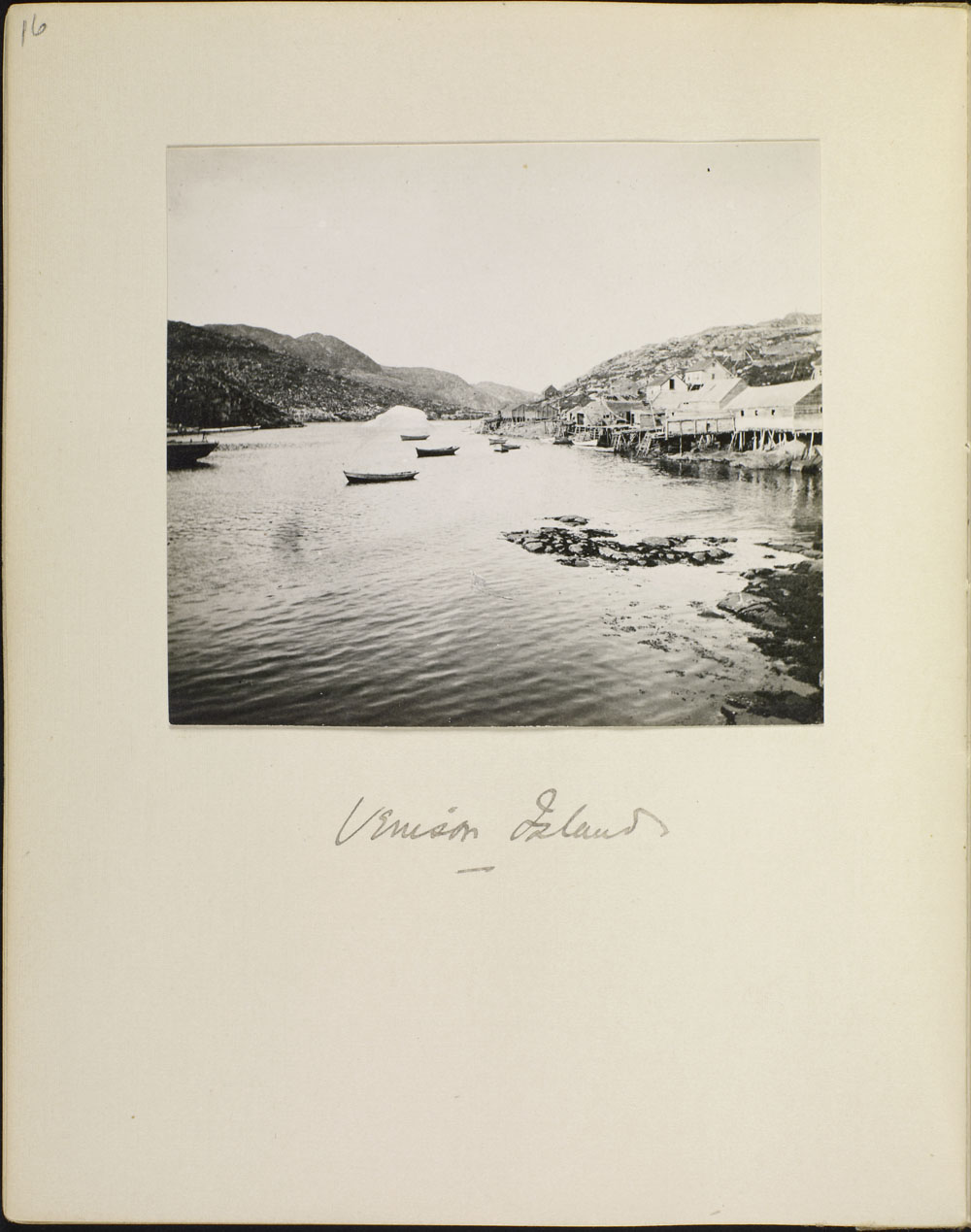
Venison Island en 1913, photo Edith Watson.

En 1903, Leonidas Hubbard (en), Dillon Wallace (en) et George Elson mènent une expédition dans le Labrador au cours de laquelle Hubbard meurt. En 1905, Mina Hubbard et Dillon Wallace mènent deux autres expéditions chacun de leur côté. L'objectif de ces expéditions était de cartographier la région et d'observer la migration des caribous.
En tant que partie de Terre-Neuve, le Labrador était une colonie britannique puis un Dominion avant 1949. Par la suite, il est devenu une partie du Canada.
Le Labrador a joué un rôle stratégique pendant la Seconde Guerre mondiale et la guerre froide. En octobre 1943, un équipage allemand de U-Boot a installé une station météorologique automatisée à l'extrémité nord du Labrador, près du cap Chidley, baptisée station Kurt ; l'installation de l'équipement était la seule opération militaire (connue) de l'armée allemande sur le continent nord-américain pendant la guerre. La station a diffusé des observations météorologiques à la marine allemande pendant quelques jours seulement, mais n'a été découverte que dans les années 1980 lorsqu'un historien, travaillant avec la Garde côtière canadienne, a identifié son emplacement et a organisé une expédition pour la récupérer. La station est maintenant exposée au Musée canadien de la guerre.

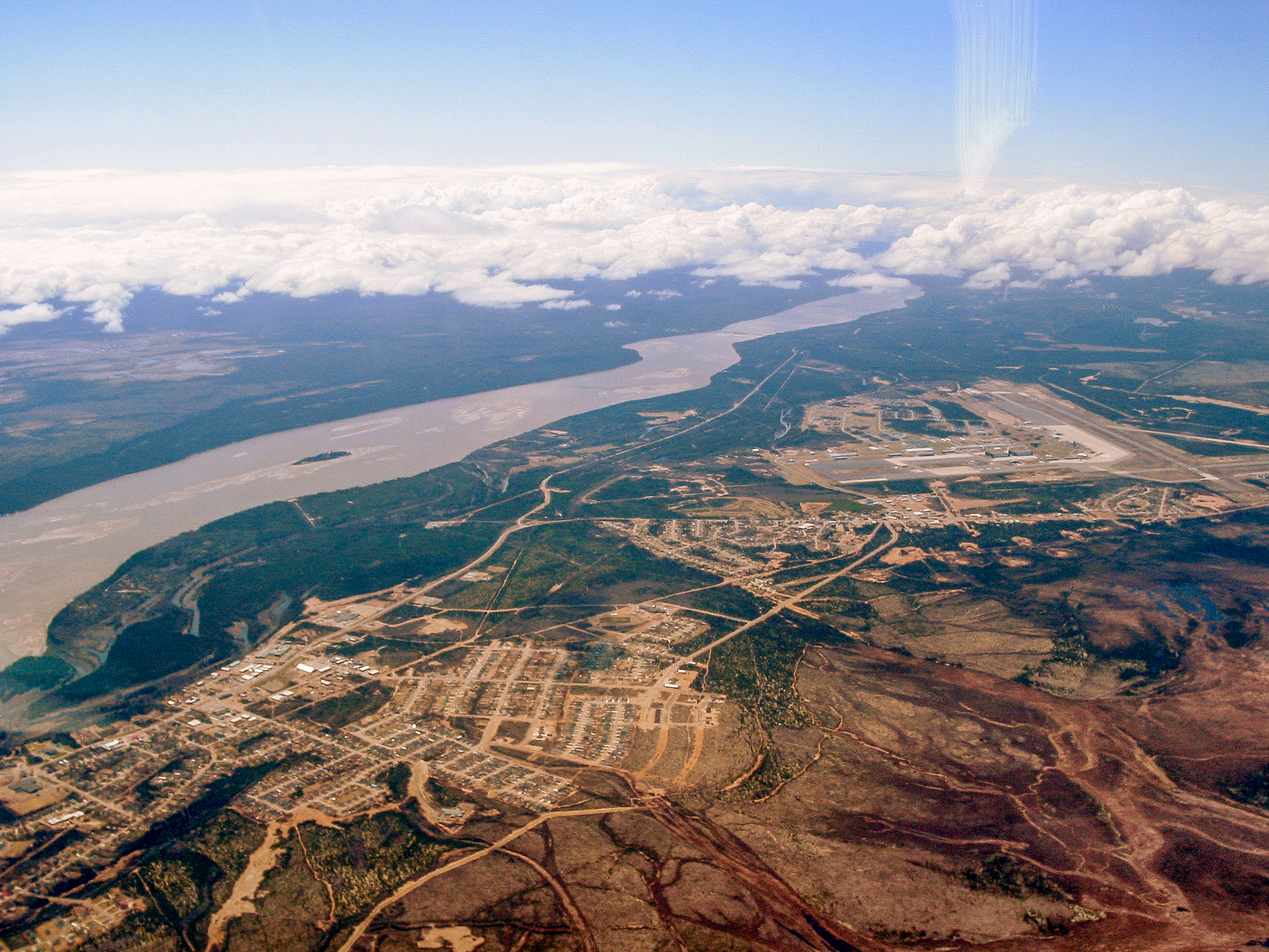
Ville et aéroport de Happy Valley-Goose Bay.

Le gouvernement canadien a construit une importante base aérienne à Goose Bay, à la tête du lac Melville pendant la Seconde Guerre mondiale, site choisi pour sa topographie, son accès à la mer, son emplacement défendable et son brouillard minime. Pendant la Seconde Guerre mondiale et la guerre froide, la base abritait également des détachements américains, britanniques, puis allemands, hollandais et italiens. Aujourd'hui, Serco, la société chargée de gérer la base des Forces canadiennes Goose Bay, est l'un des plus gros employeurs de la communauté de Happy Valley-Goose Bay.
En outre, l'Aviation royale canadienne et la Force aérienne des États-Unis ont construit et exploité un certain nombre de stations radar le long de la côte du Labrador dans le cadre des systèmes des lignes Pinetree, Mid-Canada et DEW. Aujourd'hui, les stations restantes sont automatisées dans le cadre du Système d'alerte du Nord. Cependant, les colonies militaires au début de la guerre froide entourant ces stations se sont largement maintenues, les populations locales innues et inuites s'étant regroupées à proximité de leurs installations portuaires et de leurs aérodromes.
Au cours de la première moitié du XXe siècle, certains des plus importants gisements de minerai de fer au monde ont été découverts dans la partie ouest du Labrador et dans les régions adjacentes du Québec. Les gisements de Mont-Wright, de Schefferville, de Labrador City et de Wabush ont été le moteur du développement industriel et des établissements humains dans la région au cours de la seconde moitié du XXe siècle.
La communauté actuelle de Labrador-Ouest est entièrement issue des activités d’extraction du minerai de fer dans la région. La Compagnie Iron Ore du Canada exploite le chemin de fer de la Côte-Nord et du Labrador afin d'acheminer le concentré de minerai à 578 kilomètres au sud vers le port de Sept-Îles au Québec, en vue de son expédition vers les aciéries en Amérique du Nord et dans le reste du monde.
Au cours des années 1960, le fleuve Churchill a été détourné aux chutes Churchill, provoquant l'inondation d'un immense territoire. Le réservoir Smallwood fut nommé en l'honneur de Joey Smallwood, premier premier ministre de Terre-Neuve. L'inondation du réservoir a détruit de vastes zones d'habitat pour l'espèce menacée du caribou des bois. La centrale de Churchill Falls fut inaugurée en 1972, deuxième plus grande centrale hydroélectrique souterraine au monde, connectée à la province voisine du Québec par une ligne de transport d'électricité.
La construction d'un grand barrage hydroélectrique à Muskrat Falls a débuté en 2012 par Nalcor Energy et la province de Terre-Neuve. Muskrat Falls se trouve à 45 km à l'ouest de Happy Valley-Goose Bay sur le fleuve Churchill). La construction d'une ligne de transmission a débuté en octobre 2014 et a été achevée en 2016. Elle permet d'acheminer l'électricité vers la pointe sud du Labrador et de traverser le détroit de Belle Isle jusqu'à la province de Terre-Neuve depuis 2018.

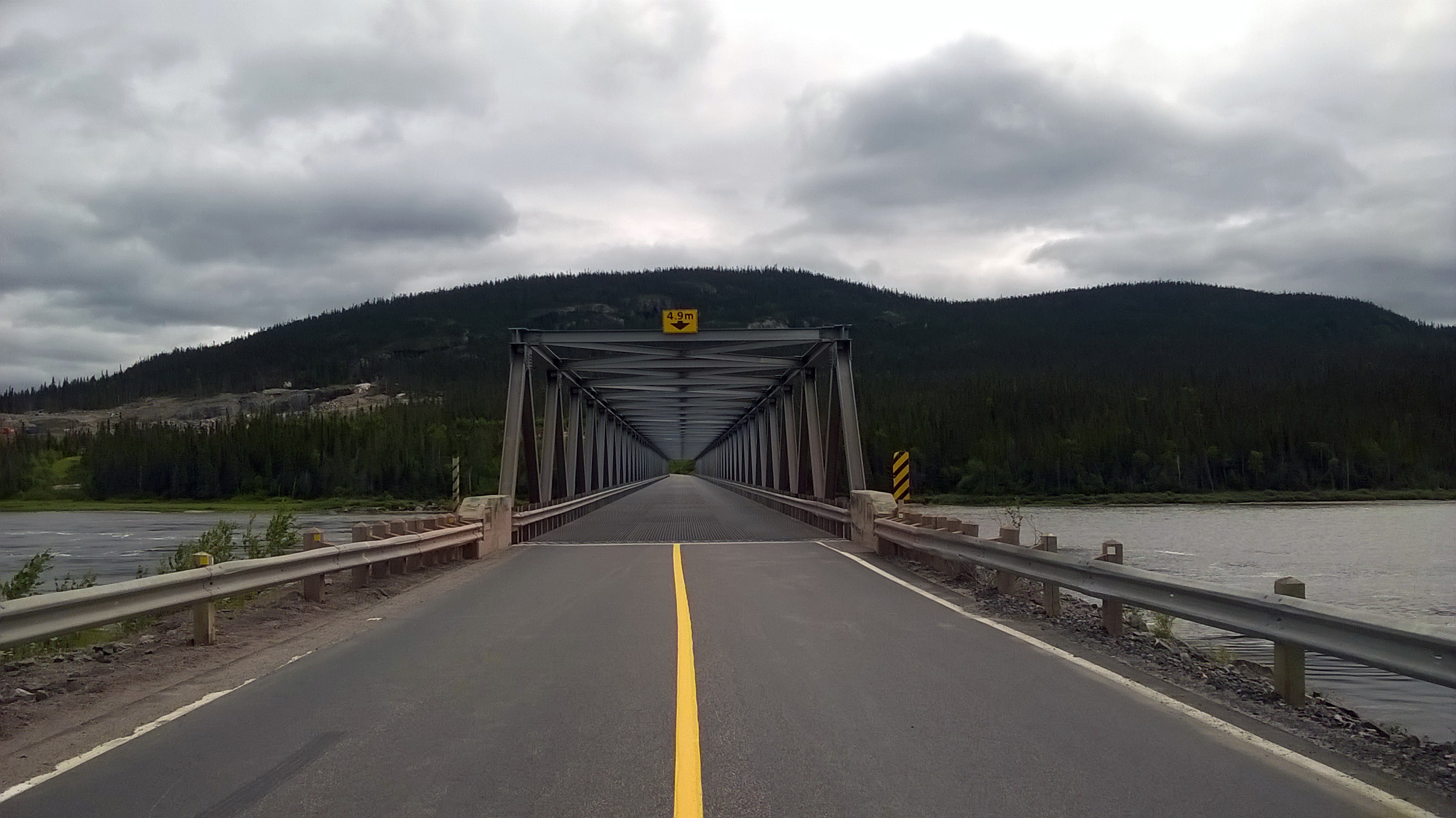
Pont de la route 510 au-dessus du fleuve Churchill.

Entre les années 1970 et le début des années 2000, la route Translabradorienne a été construite par étapes afin de relier diverses communautés de l'intérieur au réseau routier nord-américain à Fermont au Québec (cette dernière étant reliée par une autoroute partant de Baie-Comeau vers le nord). Une extension sud de cette autoroute fut ouverte par étapes au début des années 2000 et a entraîné des modifications importantes du réseau de traversiers côtiers dans le détroit de Belle Isle et du sud-est du Labrador. Ces « autoroutes » ne sont appelées ainsi qu'en raison de leur importance pour la région ; elles seraient mieux décrites comme des routes et ne sont pas complètement asphaltée.
Une étude réalisée en 2004 sur une liaison fixe avec Terre-Neuve a recommandé qu'un tunnel sous le détroit de Belle Isle, constituant une voie de chemin de fer unique transportant des voitures, des bus et des camions, était technologiquement la meilleure option pour une telle liaison. Cependant, l'étude a également conclu qu'une telle liaison n'était pas économiquement viable. En théorie, s’ils étaient construits avec l’aide du gouvernement fédéral, les termes de l'union de 1949 seraient modifiées afin de supprimer le service de traversier de la Nouvelle-Écosse à Port-aux-Basques de l’autre côté du détroit de Cabot.
Bien qu'une liaison routière ait été achevé au 16 décembre 2009 à travers le Labrador, cet itinéraire est un peu plus long qu'un projet d'autoroute de la Côte-Nord du Québec qui n'existe pas à l'heure actuelle. Une partie de « l'autoroute », la route 389, reliant Baie-Comeau à la frontière du Labrador sur une distance de 567 km, comporte des sections sujette aux accidents avec un revêtement médiocre et des courbes prononcées. En avril 2009, le Québec a annoncé d'importantes améliorations à apporter à la route 389. La route 389 et la route translabradorienne ont été ajoutées au réseau routier national du Canada en septembre 2005.
Labrador constitue une circonscription électorale fédérale élisant un membre à la Chambre des communes du Canada. En raison de sa taille, de sa nature distincte et de son importante population autochtone, le Labrador a un siège, même si sa population est la plus petite de toutes les circonscriptions électorales du Canada. Autrefois, le Labrador faisait partie d'une circonscription comprenant une partie de l'île de Terre-Neuve. Le Labrador est divisé en quatre circonscriptions électorales provinciales à la Chambre d'assemblée de Terre-Neuve-et-Labrador.

### Dispute frontalière
Un procès devant le Conseil Privé à Londres, débuté en 1922, aboutit en 1927 à une décision qui avantageait fortement Terre-Neuve en ce sens où le territoire du Labrador fut retiré du territoire du Québec et concédé à Terre-Neuve sans vote populaire ni compensation pour le Québec. Deux des cinq juges du conseil privé avaient des intérêts monétaires dans cette affaire. Lors de son entrée dans la Confédération canadienne, en 1949, Terre-Neuve a exigé que la frontière de 1927 fasse partie intégrante de la Constitution.
Le Québec a toujours contesté cette décision. Celle-ci n'est toutefois plus aussi importante qu'elle le fut autrefois, la seule contestation maintenue par le gouvernement est une définition différente de la frontière sud entre le Labrador et le Québec qui apparaît sur les cartes géographiques au Québec. La frontière sud retenue par le Conseil privé de Londres suit la ligne droite du 52e parallèle nord alors que Québec réclame historiquement la frontière dessinée par le bassin hydrographique du Golfe du St-Laurent à l'ouest de Blanc-Sablon.

### Projet de scission avec Terre-Neuve
Une Commission royale en 2002 révélait une insatisfaction forte régnant chez les Labradoriens quant à leur place au sein de la Province de Terre-Neuve-et-Labrador et donc une pression naissante certaine pour que le Labrador se sépare de Terre-Neuve et devienne un territoire séparé.

### Chronologie

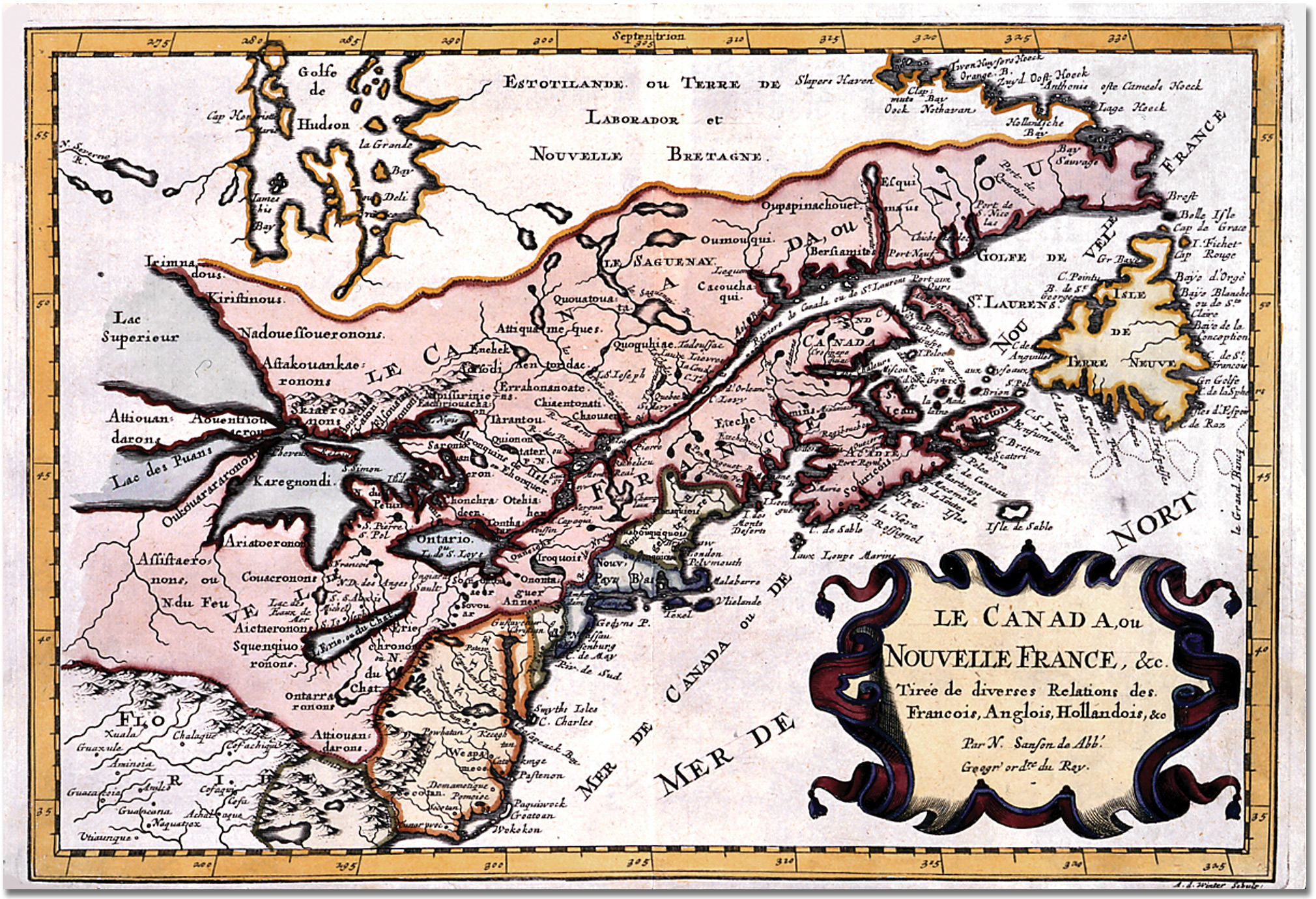
Carte de la Nouvelle-France vers 1660 indiquant le Labrador dénommé également Estotiland.

- XIe siècle : Découverte probable par Leif Ericson selon la Saga d'Erik le Rouge des territoires d'Helluland, Markland et Vinland. Le Markland correspondant au territoire actuel du Labrador.
- XIIIe siècle : Les cartes marines indiquent un territoire correspondant au Markland et au Labrador dénommé Estotiland.
- 1498 : Aperçu par João Fernandes Lavrador.
- 1498 : Potentielle exploration par Jean Cabot.
- 1500 : Exploration par Gaspar Corte-Real.
- 1534 : Exploration par Jacques Cartier.
- 1763 : Le Labrador est transféré des possessions françaises au Canada, au territoire britannique de Terre-Neuve lors du Traité de Paris.
- 1774 : Le Labrador est transféré (avec l'île d'Anticosti et les îles de la Madeleine) à la Province de Québec.
- 1791 : Le Labrador fait partie du Bas-Canada lorsque la Province de Québec est divisé en deux colonies.
- 1809 : Le Labrador (du cap Chidley à l'embouchure de la rivière Saint-Jean) est donné à Terre-Neuve.
- 1825 : La côte nord du Golfe du Saint-Laurent à l'ouest de Blanc-Sablon et au sud du 52e parallèle Nord, est séparée du Labrador et transférée au Bas-Canada.
- 1927 : Le Québec est amputé du Labrador sur décision arbitraire du comité judiciaire du Conseil privé de Londres. Le Québec ne reconnaît pas le jugement.
- 1941 : Construction d'une base aérienne à Goose Bay.
- 1949 : Le Labrador devient une région du Canada quand Terre-Neuve joint la Confédération en tant que province.
- 2001 : Le nom officiel de la province est reconnu par Ottawa comme Newfoundland and Labrador (Terre-Neuve-et-Labrador). Après consultation avec le gouvernement fédéral, le gouvernement québécois précise qu'il existe « une différence majeure, sur le plan constitutionnel, entre le changement de nom d'une province et la délimitation des frontières interprovinciales ». À ce titre, il réitère que ce changement de nom ne change en rien la position du Québec sur le litige concernant la frontière[14].
- 2007 : La province et le gouvernement fédéral du Canada signent un accord pour la création du Nunatsiavut.

## Autochtones
Ils représentent environ 20 % de la population, mais ils occupent la plus grande partie du territoire.

### Nunatsiavut
Depuis 2005, les Inuits qui vivent dans le nord du Labrador ont droit à un régime de gouvernement autonome dans une région appelée le Nunatsiavut (« notre beau pays »), qui comprend tout le nord du Labrador ainsi que quelques régions dans les latitudes centrales.

### Nitassinan
Les Innus du Labrador ont reçu le statut d'Amérindiens en 2002, ils ont obtenu le statut de réserve indienne à la communauté de Natuashish en 2003, et les Innus Mushuan (Davis Inlet) ont été déménagés dans la nouvelle réserve de Sheshatshiu en 2006.
Les Innus préféreraient que ce territoire devienne leur patrie ; une résolution de l'Assemblée des Premières Nations en 1999 réclamait le Labrador comme patrie des Innus et exigeait sa reconnaissance.

## Société

### Démographie

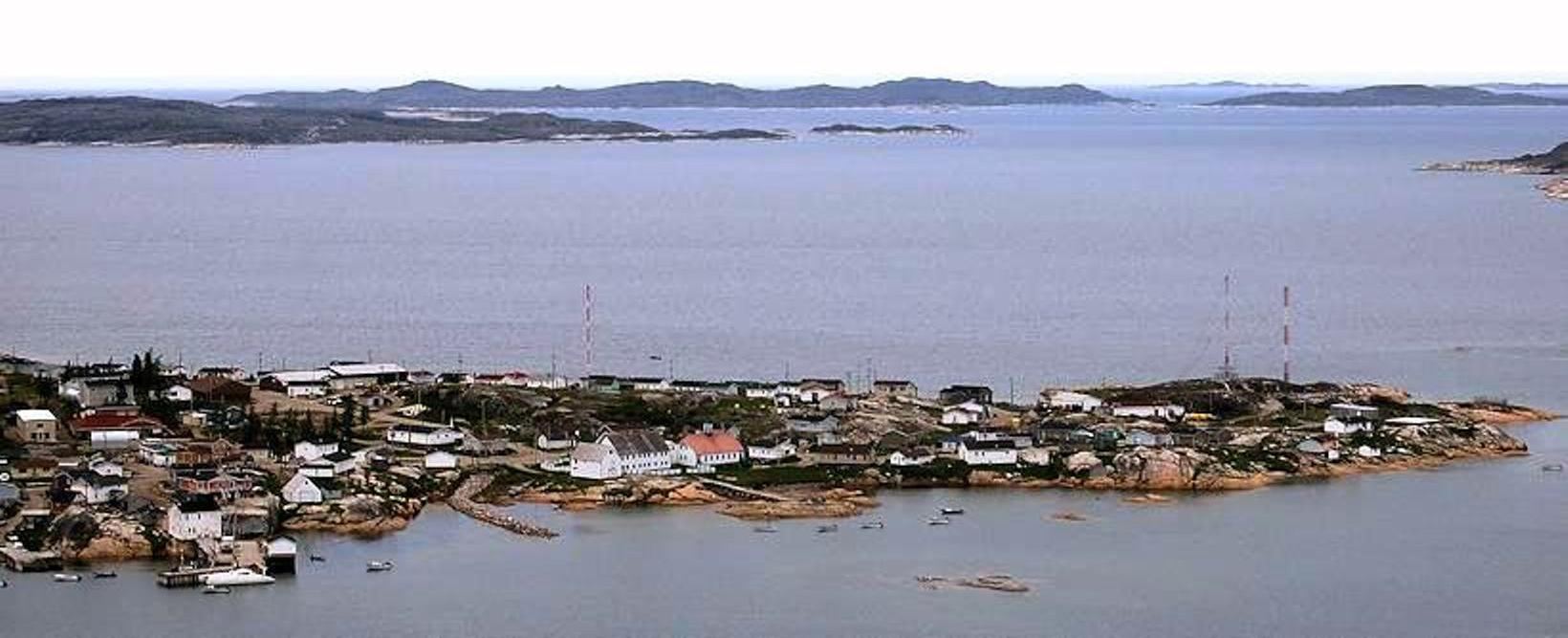
Vue aérienne de Hopedale.

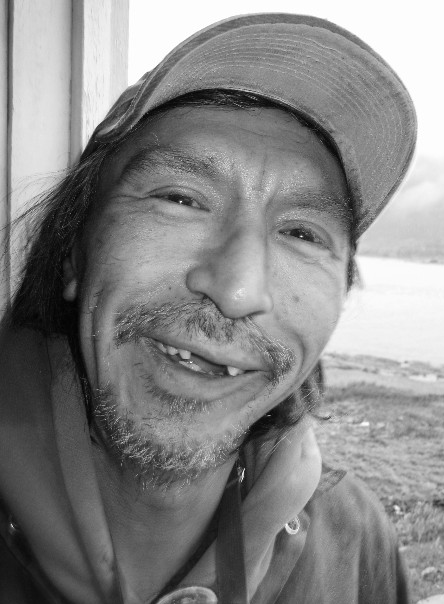
Inuit du Labrador, ville de Nain.

| Ville                  | 2001  | 2006  | 2011  | 2016  |
| ---------------------- | ----- | ----- | ----- | ----- |
| Happy Valley-Goose Bay | 7 969 | 7 572 | 7 552 | 8 109 |
| Labrador City          | 7 744 | 7 240 | 7 367 | 7 220 |
| Wabush                 | 1 894 | 1 739 | 1 861 | 1 906 |
| Nain                   | 1 159 | 1 034 | 1 188 | 1 125 |
| Hopedale               | 559   | 530   | 556   | 574   |
| L'Anse-au-Loup         | 635   | 593   | 550   | 558   |
| North West River       | 551   | 492   | 553   | 547   |
| Cartwright             | 629   | 552   | 516   | 427   |
| Port Hope Simpson      | 509   | 529   | 441   | 412   |
| Forteau                | 477   | 448   | 429   | 409   |

| Facteur                               | Labrador  | Canada    |
| ------------------------------------- | --------- | --------- |
| Répartition H/F                       | 50,8/49,2 | 49,1/50,9 |
| Âge médian                            | 37,4      | 41,2      |
| Population immigrée (née hors Canada) | 3,0 %     | 28,6 %    |
| Population autochtone                 | 43,7 %    | 4,9 %     |
| Revenu total médian (+ de 15 ans)     | 43 018 $  | 34 204 $  |
| Chômage                               | 15,0 %    | 7,7 %     |

### Religion
Le Labrador correspond à la juridiction ecclésiastique du diocèse de Corner Brook et du Labrador.